# São Félix do Xingu Airport
São Félix do Xingu Airport är en flygplats i Brasilien.   Den ligger i kommunen São Félix do Xingu och delstaten Pará, i den centrala delen av landet, 1 100 km norr om huvudstaden Brasília. São Félix do Xingu Airport ligger 202 meter över havet.
Terrängen runt São Félix do Xingu Airport är huvudsakligen platt, men västerut är den kuperad. Närmaste större samhälle är São Félix do Xingu, 4,7 km väster om São Félix do Xingu Airport.
Omgivningarna runt São Félix do Xingu Airport är huvudsakligen savann. Trakten runt São Félix do Xingu Airport är nära nog obefolkad, med mindre än två invånare per kvadratkilometer.